# Vedas
Denominam-se Vedas as quatro obras, compostas em um idioma chamado Sânscrito védico, de onde se originou posteriormente o sânscrito clássico. Inicialmente, os Vedas eram transmitidos apenas de forma oral porque ainda hoje, em algumas regiões da Índia, como Kerala, há escolas védicas onde as crianças aprendem de cor o seu conteúdo.
Há muitas dúvidas sobre a época em que os Vedas foram compostos. Até recentemente, aceitava-se que eles teriam sido elaborados por volta de 1500 a.C. Mas essa datação se baseava apenas em evidências linguísticas e na teoria da invasão ariana, que tem sido colocada em dúvida. Pode ser que sua composição tenha se iniciado por volta de 2000 a.C., ou mesmo antes.
Os Vedas formam a base do extenso sistema de escrituras sagradas do hinduísmo, que representam a mais antiga literatura de qualquer língua indo-europeia. A palavra Veda, em sânscrito, da raiz विद् vid- (reconstruída como sendo derivada do proto-indo-europeu weid-) que significa conhecer, escreve-se वेद veda no alfabeto devanágari e significa "conhecimento". É a forma guna da raiz vid- acrescida do sufixo nominal -a.
A tradição do canto védico foi classificada  pela UNESCO em 2008 como Património Cultural Imaterial da Humanidade.

## Os Vedas
São estes os quatro Vedas:
| Ordem   | Nome                                  | Grafia em sânscrito    | Significado                                                        | Conteúdo (composto tatpurusha de) |
| ------- | ------------------------------------- | ---------------------- | ------------------------------------------------------------------ | --- |
| 1 2 3 4 | Rigveda Yajurveda Samaveda Atarvaveda | ऋग्वेदः यजुर्वेदः सामवेदः अथर्ववेदः | "veda dos hinos" "veda do sacrifício" "veda dos cantos rituais" -- | ṛc - (hino) e veda yajus - (sacrifício) e veda. Foco em liturgia, rituais e sacrifício. sāman- (canto ritual) e veda atarvã (um tipo de sacerdote) e veda |

Muitos historiadores consideram os Vedas os textos sobreviventes mais antigos. Estima-se que as partes mais novas dos vedas datam a aproximadamente 1000 a.C.; o texto mais antigo (Rigveda) encontrado é, atualmente, datado a aproximadamente 1500 a.C. ou 2000 a.C., mas a maioria dos indólogos concordam com a possibilidade de que uma longa tradição oral existiu antes disso. Representam o mais antigo extrato de literatura indiana e, de acordo com estudantes modernos, são escritos em uma forma de linguagem que evoluiu no sânscrito. Eles consideram o uso do sânscrito védico como a linguagem dos textos um anacronismo, embora seja geralmente aceita.

## Conteúdo
Os vedas consistem de vários tipos de textos, todos datando aos tempos antigos. O núcleo é formado pelos mantras que representam hinos, orações, encantações, mágicas e fórmulas, rituais, encantos etc. Os hinos e orações são endereçados a uma grande quantidade de deuses e deusas, dos quais importantes membros são Rudra, Varuna, Indra, Agni, etc. Os mantras são suplementados por textos relativos aos rituais sacrificiais nos quais esses mantras são utilizados e também textos explorando os aspectos filosóficos da tradição ritual, narrativas e muito mais alem de ser muito importante.

## Organização
Os mantras são colecionados em antologias chamadas de Samhitas. Existem quatro Samhitas: Rk (poesia), Sāman (música), Yajus (oração), e atarvã (um tipo de sacerdote). Refere-se normalmente a eles como Rigveda, Samaveda, Iajurveda, e Atarvaveda respectivamente. Cada Samhita é preservado em um número de versões (shakhas), sendo que as diferenças entre elas são mínimas, exceto no caso do Iajurveda, onde as duas versões "brancas" (shukla) contêm somente os mantras, enquanto as quatro versões "negras" (krishna) entremearam os brâmanas junto aos mantras.
O Rigveda contém a mais antiga parte dos textos, e consiste de 1028 hinos. O Samaveda é mais um arranjo do Rigveda para música. O Iajurveda dá orações sacrificiais e o Atarvaveda dá encantos, encantamentos e fórmulas mágicas. Separadamente destes, há alguns materiais seculares perdidos e lendas.
A próxima categoria de textos são os brâmanas. Estes são textos rituais que descrevem em detalhes os sacrifícios nos quais os Mantras eram usados, como também comentam o significado do ritual sacrificial. Os brâmanas são associados com um dos Samhitas. Os brâmanas podem formar ou textos separados, ou, no caso do Iajurveda "Negro", podem ser parcialmente integrados no texto do Samhita. O mais importante dos brâmanas é o brâmana Shatapatha do Iajurveda "Branco".
Os Aranyakas e os Upanixades são trabalhos teológicos e filosóficos. Geralmente formam parte dos brâmanas (como o Upanixade Brhadaranyaka). São a base da escola de Vedanta de Darsana.

## Posição
A tradição hindu considera os vedas incriados, eternos e que são revelados a sábios (Rixis). O rixi Krishna Dwaipayana, melhor conhecido como Veda Vyasa – Vyasa significando "editor" ou "compilador" – supostamente distribuiu esta massa de hinos nos quatro livros dos Vedas, sendo cada livro supervisionado por um de seus discípulos. Paila organizou os hinos do Rig Veda. Aqueles que eram cantados durante cerimônias religiosas e sociais foram compilados por Vaishampayana com o título de Yajus mantra Samhita (ver Iajurveda). Jaimini é dito de ter coletado hinos que eram fixados a música e melodia — "Saman" (ver Sama-Veda). A quarta coleção de hinos e cantos conhecida como Atarva Samita foi colecionada por Sumanta.
Filosofias e seitas que desenvolveram-se no subcontinente indiano tiveram diferentes posições nos Vedas. No budismo e no jainismo, a autoridade do Veda é repudiada, e ambos desenvolveram-se em religiões separadas. As seitas que não rejeitaram explicitamente os Vedas continuaram seguidores do Sanatana Dharma, que é conhecido, nos tempos modernos, como hinduísmo.
Posteriormente, no hinduísmo, os Vedas ocuparam uma posição exaltada. São considerados shruti, ou seja, revelação, e a casta brâmaneica baseada nos Vedas forma uma importante parte da vida religiosa hindu nos dias de hoje. Vedanta, Ioga, Tantra, e até mesmo Bhakti consideram os Vedas uma revelação.

## Estudo
Nos dharmashastras, o estudo dos Vedas foi considerado um dever religioso dos três altos varnas (Brâmanes, Xátrias e Vaixás). Mulheres e Shudras não precisavam nem podiam estudar o Veda (isso começou a acontecer só na idade Védica ou Sutra posterior, porque numerosas evidências sugerem que a todos os humanos era igualmente permitido estudar os Vedas, e muitos "autores" védicos eram mulheres). Elaborar métodos para preservar o texto (aprendendo de cor e não escrevendo), disciplinas subsidiárias (Vedanga) etc., foram desenvolvidos nas escolas védicas. No décimo quarto século, Sayana escreveu célebres comentários sobre os textos védicos.
Atualmente os estudos védicos são cruciais para a compreensão da linguística Indo-europeia, como também na história indiana antiga.
Algumas escolas do hinduísmo recomendam que os mantras védicos sejam interpretados de forma mais simbólica e filosófica.
Existem também, como partes complementares dos Vedas de explicações sobre os rituais, comentários e narrativas esotéricas: (Brahmanas, Aranyakas, e Upanishads). Esses textos fazem parte integral da literatura shruti, esclarecendo também a complexidade dos tratados Samhitas em uma forma filosófica e metafórica para revelar os atributos essenciais referentes aos conceitos: Senhor Supremo (Ishvara),  Espirito Cósmico (Brâhman) e Alma do Ser(Atman).